# Avari

Esquema básico racial de los elfos de J. R. R. Tolkien.

Los Avari («renuentes», «recusadores») son, en el universo imaginario creado por el escritor británico J. R. R. Tolkien y en su novela El Silmarillion, una de las dos grandes ramas en que se dividen los Elfos. 
A diferencia de los Eldar, los Avari rehusaron seguir a los Valar tras su despertar en Cuiviénen.
En otros textos de Tolkien se narra cómo algunas de las siete tribus de los Avari se unieron al final de la Primera Edad a los Nandor, úmanyar que permanecían en el valle del Anduin y que en El hobbit y El Señor de los Anillos son denominados Elfos Silvanos.

## Comunidades de Elfos Silvanos a las que pudieron unirse los Avari

### EnLórinand
En la Gran Marcha de los Elfos hacia Beleriand, un importante grupo de Teleri permaneció en las laderas orientales de las Montañas Nubladas, más precisamente, en el extenso territorio boscoso entre el río Cauce de Plata al norte; las praderas de árboles pequeños cercanos a Fangorn y se extendía a ambos lados del río Anduin al este. Aquí, los Elfos Silvanos constituyeron una gran comunidad que perduró y se consolidó en la Primera Edad, al final de la cual pudieron unirse algunos Avari. Tuvieron tratos con los Hombres de las Tres Casas de los Edain y con los Enanos de Moria. Con estos últimos, la relación fue más duradera y más profunda.
En la Segunda Edad del Sol esta comunidad se hizo muy heterogénea, pues llegaron, luego de la anegación de Beleriand:
- Los Noldor, llegados allí siguiendo a su señora Galadriel).
- Los Sindar, procedentes del reino de Doriath y seguidores de sus señores Oropher y Celeborn.

Sin embargo, fueron estos últimos quienes gobernaron a los elfos de las Montañas Nubladas. Fue en esta Edad en la que la gran comunidad de Elfos Silvanos se separó, quedando en Lothlórien los elfos que serían conocidos en la Tercera Edad como los Galadhrim, que significa en Sindarin ‘pueblo de los árboles’.

### En el Bosque Negro
A comienzos de la Segunda Edad, el elfo sinda Oropher que vívía en las estribaciones de Amon Lanc condujo una importante hueste de Silvanos hacia el interior del Bosque Negro. Lo hizo porque estaba alarmado por el creciente poder de Sauron en la región, además porque quería liberarse de la intrusión de los Enanos de Moria y de Galadriel junto a Celeborn en Lothlórien. Fue así que se dirigió a habitar los valles que rodeaban las laderas de las Emyn Duir haciéndose fuertes en esa región durante el resto de la Segunda Edad y el primer milenio de la Tercera.
Oropher muere en la Guerra de la Última Alianza y esa comunidad de Silvanos pasa a ser gobernada por su hijo Thranduil, padre de Legolas Hoja Verde. Su reino se extiende hasta los Bosques que rodeaban Erebor y a los Valles Norteños del Anduin. Cuando Sauron se instala en Dol Guldur, el Rey Thranduil abandona las Montañas del Bosque Negro y se dirige con todo su pueblo a instalarse en la parte nororiental del Bosque Negro, excavando una fortaleza en la margen septentrional del Río del Bosque.